# Pomacentrus wardi
Pomacentrus wardi är en fiskart som beskrevs av Gilbert Percy Whitley 1927. Pomacentrus wardi ingår i släktet Pomacentrus och familjen Pomacentridae. IUCN kategoriserar arten globalt som livskraftig. Inga underarter finns listade i Catalogue of Life.